# Fischietto di San Giovanni
Il fischietto di San Giovanni è un prodotto dolciario a forma di oca o galletto, tipico della festa patronale di San Giovanni Battista a Cesena.

## Storia
Questo prodotto è tipico della Fiera di San Giovanni, un evento documentato fin dal 1638, le cui radici affondano nell'antica tradizione delle celebrazioni per il solstizio d’estate. Secondo le credenze popolari, riprodurre forti rumori con fischietti in terracotta, trombe e campanacci poteva allontanare gli spiriti maligni che si credeva sarebbe tornati sulla terra con l'accorciarsi delle giornate e del conseguente ritorno dell'inverno.  
Già nel XVII secolo, le cronache locali testimoniano l’intervento delle autorità religiose per limitare i rumori prodotti durante la festa di San Giovanni, poiché ritenuti eccessivi e in contrasto con il carattere religioso della ricorrenza.  
Da tale tradizione deriva agli inizi del Novecento il fischietto commestibile, realizzato dai fratelli Vitali, appartenenti a una famiglia di Cesena di venditori ambulanti di prodotti dolciari, tuttora acquistabile a Cesena in occasione della fiera dedicata al patrono. In origine il primo stampo del prodotto era a forma di gallo, tipico simbolo romagnolo. Tuttavia, poiché il gallo nell'iconografia popolare è tipicamente associato a Forlì, fu creato lo stampo a forma di oca. 

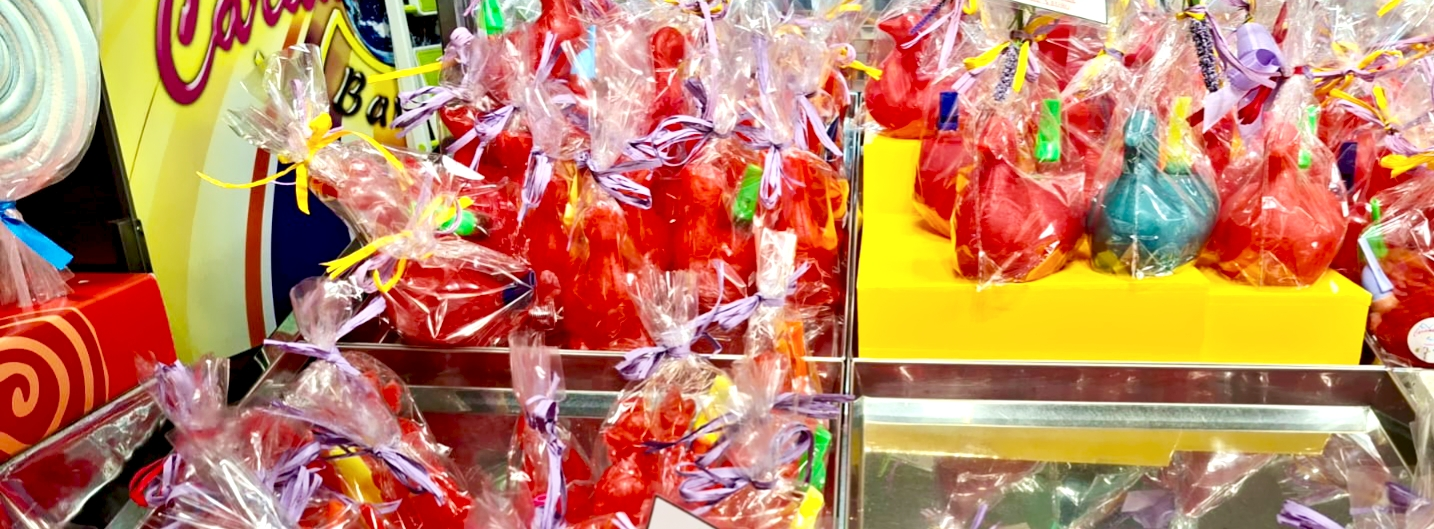
I Fischietti di San Giovanni in vendita alla fiera

## Preparazione
Si prepara con una miscela di zucchero, acqua e colorante alimentare rosso, posta in stampi in metallo a forma di oca o galletto a cui viene giustapposto il fischietto.